# Macintosh SE/30
Le Macintosh SE/30 fut l'ordinateur le plus rapide de la famille Macintosh Classic. Il embarquait un processeur Motorola 68030 (Apple signalait habituellement les modèles à base de 68030 en rajoutant « x » au nom, mais le suffixe « /30 » fut plutôt choisi)[réf. nécessaire]. Il avait un connecteur d'extension PDS (Processor Direct Slot) plutôt que ceux NuBus des modèles IIx.
Il abandonnait par rapport au Macintosh SE le second lecteur de disquette pour embarquer à la place un disque dur interne. En octobre 1991 le Macintosh SE/30 fut remplacé dans la gamme par le Macintosh Classic II mais avec un bus 16 bits au lieu des 32 bits du SE/30.

## Caractéristiques
Tous les modèles embarquait un processeur Motorola 68030 cadencé à 16Mhz. Plusieurs références de Macintosh SE/30 ont été commercialisés :
- M5392 équipé d'1Mo de mémoire vive et du lecteur de disquette
- M5390 équipé d'1Mo de mémoire vive et d'un disque dur interne de 40Mo
- M5361 équipé équipé de 4Mo de mémoire vive et d'un disque dur interne de 80Mo

La carte mère était équipée de 4 emplacements mémoire SIMM à 30 broches. Le Macintosh SE/30 supportait officiellement jusqu'à 32Mo de mémoire, mais pouvait en fait être équipé au maximum de 128Mo.
La carte graphique était équipé de 64Ko de mémoire vidéo et l'écran de 9pouces pouvait afficher une résolution  de 512x342 pixels.